# Yacimiento arqueológico del Cortijo de Miraflores y Huerta de la Albarrana
El yacimiento arqueológico del Cortijo de Miraflores y Huerta de la Albarrana es una zona arqueológica situada en el extrarradio de la localidad española de Sevilla.

## Descripción
La zona se encuentra al norte-noreste de Sevilla, en el barrio Pino Montano entre el parque Miraflores y la zona de polígonos industriales que queda al este del mismo. Los límites de la zona lindan a noroeste con el antiguo cauce del arroyo Tagarete; al noreste por una acequia que discurre desde la carretera de Miraflores hasta el cauce del Tagarete y al sureste por el antiguo lindero de la Huerta de la Albarrana.
La zona arqueológica se compone de elementos diversos, a través de los que se documenta la existencia de un asentamiento rural continuado desde época romana cuya funcionalidad primordial debió de ser el abastecimiento de productos agrícolas a la urbe. Las investigaciones arqueológicas confirman la existencia de una villa rústica de época romana que se extiende alrededor del Cortijo de Miraflores y cuyo origen se data en el siglo I a. C., donde en 2002 se encontraron restos cerámicos; una torre almohade, conservada en el mismo cortijo, datada a finales del siglo XII o principios del XIII; son visibles en el mismo cortijo estructuras de los siglos XV y XVI, así como un molino de aceite del XVIII. Se mantuvo activo y en propiedad de la Casa de Alba hasta finales del siglo XIX o principios del XX.
En relación con la Huerta Albarrana la primera mención que se conoce data de 1285, cuando se cede al Convento de Santa Clara un pedazo de tierra en el llano de la Fuente Albarrana. Posteriormente y en fecha desconocida, la finca pasó a ser propiedad del Hospital de las Cinco Llagas. Posiblemente entonces se construyera alguno de los tres pozos-noria y un arca abovedada con sus galerías de captación para abastecer de agua al hospital. En la parte más al sur de la huerta se halla una gravera donde se han encontrado restos de piedras talladas, posiblemente del Paleolítico Medio.

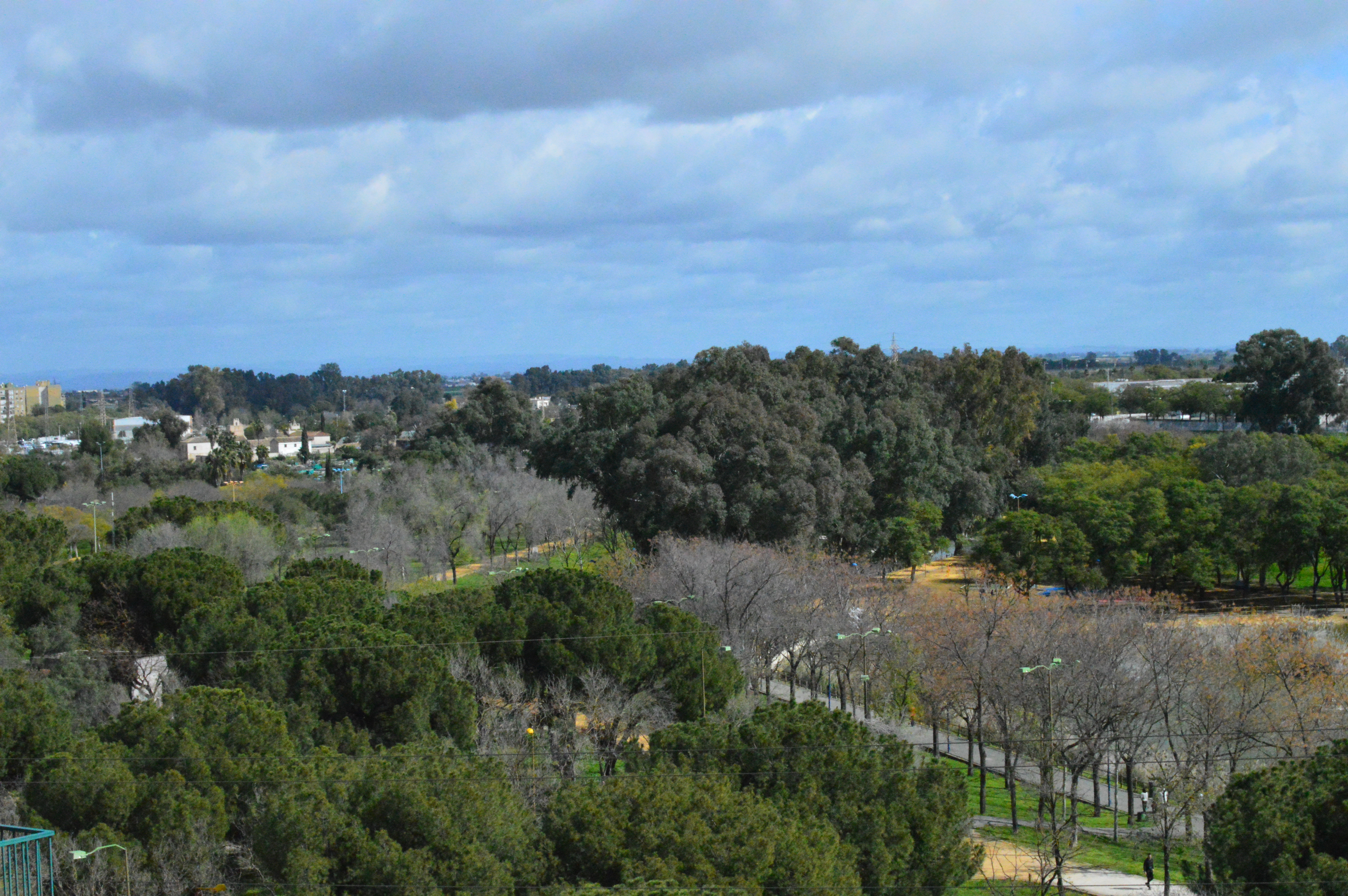
Vista aérea de la zona sur del parque Miraflores

Hay un puente sobre el arroyo Tagarete que cruza la zona, formado por tres arcos de medio punto y cuya datación se sitúa entre el siglo XV y primer cuarto del XVII.

## Relevancia
La importancia del yacimiento viene dada por la presencia en el mismo de una serie de elementos que reflejan las distintas fases de ocupación del área,
y del que cabe destacar la presencia de dos significativos: por un lado, los restos de una villa romana, los primeros encontrados cerca del casco urbano de la antigua Hispalis; y por otro, la presencia del alminar de una mezquita almohade, en perfecto estado de conservación, a través del cual se documenta la existencia de un asentamiento rural con un edificio de tipo religioso, único ejemplar existente en toda Andalucía Occidental y que permite estudiar el mundo rural en época musulmana.

## Estatus patrimonial
El cortijo y la zona adyacente quedaron protegidos como Bien de Interés Cultural con la aprobación de la Ley 16/1985, de 25 de junio del Patrimonio Histórico Español y el Real Decreto 111/1986, de 10 de enero, de desarrollo parcial de dicha ley en la categoría de Monumento.
El expediente para cambiar la categoría de protección y ampliar territorialmente la misma con la declaración del conjunto como yacimiento arqueológico del Cortijo de Miraflores y Huerta de la Albarrana se abrió en 1988, según Resolución de 17 de junio, de la Dirección General de Bienes Culturales de la Consejería de Cultura, publicada en el Boletín Oficial del Estado el 12 de agosto del mismo año.
El yacimiento fue finalmente declarado Bien de Interés Cultural, con la categoría de Zona Arqueológica inscrito como tal en el inventario del Patrimonio Histórico Andaluz por Decreto 126/1996, de 2 de abril, de la Junta de Andalucía y goza del nivel de protección establecido para dichos bienes en la Ley 14/2007, de 26 de noviembre, del Patrimonio Histórico de Andalucía.
Por su parte, el Ayuntamiento de Sevilla incorporó en 2015 el cortijo y la huerta en el catálogo de espacios protegidos de la periferia de Sevilla como Zona de Protección Singular.